# Just Jaeckin
Just Jaeckin, född 8 augusti 1940 i Vichy, död 6 september 2022 i Saint-Briac-sur-Mer i Bretagne, var en fransk fotograf och filmregissör som slog igenom 1974 med filmen Emmanuelle och därefter regisserade ytterligare en handfull sexuellt vågade filmer. De flesta av dessa var liksom Emmanuelle baserade på skrivna förlagor, däribland Berättelsen om O, John Willies Sweet Gwendoline och D.H. Lawrences Lady Chatterleys älskare.

## Filmografi (urval)
- 1974 – Emmanuelle
- 1975 – Berättelsen om O
- 1977 – Madame Claude - erotikens drottning
- 1981 – Lady Chatterleys älskare
- 1984 – Gwendoline och jakten på Yik Yak